# Kumo to tulip
Kumo to tulip (くもとちゅうりっぷ?, Kumo to chūrippu) è un film del 1943 diretto da Kenzō Masaoka. È un cortometraggio anime prodotto dalla Shōchiku Dōga Kenkyūjo e distribuito in Giappone il 15 aprile 1943. In Italia è inedito. Il titolo significa letteralmente "Il ragno e il tulipano". Nel 2001 la rivista giapponese Animage elesse Kumo to tulip come la quarta miglior produzione anime di tutti i tempi. Nel 2008 venne proiettato al Festival del film Locarno, mentre nel 2011 è stato mostrato all'esibizione Watch Me Move: The Animation Show del Barbican Centre.

## Trama
Una coccinella, per sfuggire ad un ragno, si nasconde in un tulipano. Il ragno, scoperto il nascondiglio, avvolge il tulipano con la sua ragnatela ma successivamente, a causa di un violento temporale e grazie all'aiuto di una mosca, la coccinella riesce a liberarsi.